# خس شائك
الخس الشائك (باللاتينية: Lactuca aculeata) نوع نباتي عشبي يتبع جنس الخس من الفصيلة النجمية.

## الموئل والانتشار
ينتشر في بلاد الشام وتركيا وأرمينيا.